# باكي دافراك
باكي دافراك (بالألمانية: Baki Davrak)‏ (من مواليد عام 1971م). هو ممثل من ألمانيا. ولد في باد زكينغين

## الأعمال
- حافة الجنة
- فاتح القدس صلاح الدين الأيوبي (أفرام)
- الحفرة ( اوغيداي أردينيت)

## وصلات خارجية
- باكي دافراك على موقع IMDb (الإنجليزية)
- باكي دافراك على موقع ألو سيني (الفرنسية)
- باكي دافراك على موقع أول موفي (الإنجليزية)
- باكي دافراك على موقع قاعدة بيانات الأفلام السويدية (السويدية)
- باكي دافراك على موقع قاعدة بيانات الفيلم (الإنجليزية)
- باكي دافراك على موقع كينوبويسك (الروسية)